# بیلی هاچینسون (بازیکن فوتبال، زاده ۱۸۷۰)
بیلی هاچینسون (انگلیسی: Billy Hutchinson; July 1870 – ژوئیه ۱۹۴۳ (aged 73)) بازیکن فوتبال اهل بریتانیا بود.
از باشگاه‌هایی که در آن بازی کرده‌است می‌توان به باشگاه فوتبال استوک سیتی اشاره کرد.